# Aruana (zoologia)
Aruana Strand, 1911 è un genere di ragni appartenente alla famiglia Salticidae.

## Distribuzione
Le due specie note di questo genere sono diffuse in Oceania: sono state rinvenute in Nuova Guinea e nelle Isole Aru.

## Tassonomia
Questo genere è considerato un sinonimo anteriore di Lyssorthrus Roewer, 1938 ed ha cambiato denominazione a seguito di uno studio dell'aracnologo Wanless del 1988.
A maggio 2010, si compone di due specie:
- Aruana silvicola Strand, 1911[2] — Isole Aru
- Aruana vanstraeleni (Roewer, 1938) — Nuova Guinea